# Doxocopa fabaris
Doxocopa fabaris är en fjärilsart som beskrevs av Hans Fruhstorfer 1907. Doxocopa fabaris ingår i släktet Doxocopa och familjen praktfjärilar. Inga underarter finns listade i Catalogue of Life.